# 추흐어
추흐어(Chuj)는 과테말라와 멕시코에 사는 추흐족의 언어이다. 과테말라에서 4만 명, 멕시코에서 3천 명 정도가 사용한다. 추흐어는 토홀라발어, 칸호발어, 아카텍어, 하칼텍어, 모초어 등과 함께 마야어족의 칸호발어파라는 갈래에 속한다. 추흐어군은 지금으로부터 약 2천 년 전에 칸호발어파에서 갈라져 나왔다. 과테말라에서 추흐어는 주로 웨웨테낭고주의 산마테오이슈타탄, 산세바스티안코아탄, 넨톤 지역에서 쓰이고, 바리야스와 이슈칸 지역에서도 조금 사용된다. 추흐어파의 두 주요한 방언은 산마테오이슈타탄 방언과 산세바스티안코아탄 방언이다.
추흐어는 스페인어의 영향을 많이 받았고 추흐어 사용자들은 추흐어로 대화할 때 스페인어 외래어를 사용하거나 스페인어를 섞어 쓰는 경향이 있다. 추흐어의 약 70%가 순수 추흐어 어휘라고 추정된다. 과테말라 마야어 학술원(ALMG) 등의 단체들이 산마테오이슈타탄에서 추흐어 보존과 진흥에 노력을 기울이고 있다.

## 음운론

### 음소 목록
추흐어에는 다음과 같은 음소가 있다.
|        | 전설 | 중설 | 후설 |
| ------ | ---- | ---- | ---- |
| 고모음 | i    |      | u    |
| 중모음 | e    |      | o    |
| 저모음 |      | a    |      |

|        | 양순음 | 양순음 | 치경음  | 치경음    | 후치경음 | 후치경음  | 연구개음 | 연구개음 | 구개수음 | 성문음 |
| 기본   | 내파음 | 기본   | 방출음  | 기본      | 방출음   | 기본      | 방출음   | 기본     |          |        |
| ------ | ------ | ------ | ------- | --------- | -------- | --------- | -------- | -------- | -------- | ------ |
| 파열음 | p      | bʼ [ɓ] | t       | tʼ        |          |           | k        | kʼ       |          | ʼ [ʔ]  |
| 마찰음 | w [v]  |        | s       |           | x [ʃ]    |           |          |          | j [χ]    |        |
| 파찰음 |        |        | tz [t͡s] | tzʼ [t͡sʼ] | ch [t͡ʃ]  | chʼ [t͡ʃʼ] |          |          |          |        |
| 비음   | m      |        | n       |           |          |           | nh [ŋ]   |          |          |        |
| 접근음 |        |        | l       |           | y j      |           |          |          |          |        |
| 전동음 |        |        | r       |           |          |           |          |          |          |        |

모음으로 시작하는 단어 앞에는 철자 ⟨h⟩를 넣어 성문 파열음으로 시작하는 단어와 구별하는 일이 일반적이다.

## 문법

### 동사 형태론
다음은 추흐어 동사의 구조이다. 추흐어의 동사 술어는 타동사인 경우 접미사 -a, 자동사인 경우 접미사 -i가 붙는다. 정형절의 동사는 시제·상, 인칭, 수에 따라 굴절한다.
| 시제/상/법                           | 절대격어 표지     | 능격어 표지     | 동사 어근 | 자·타동 접미사 |
| ------------------------------------ | ----------------- | --------------- | --------- | -------------- |
| tz-                                  | ach-              | in-             | chel-     | aʼ             |
| 미완망상                             | 2인칭 단수 절대격 | 1인칭 단수 능격 | 안다      | 타동           |
| tzachinchela' “나는 너를 안고 있다.” |                   |                 |           |                |

### 동사 아닌 술어
동사가 아닌 형용사, 명사, 위치사, 방향사 등이 술어로 쓰일 수 있다. 이들은 의미론적으로 정태적(stattive)이며, 시제·상에 따라 굴절하지 않지만 인칭과 수에 따라 굴절한다. 추흐어에는 따로 계사가 없고 대신 동사 아닌 술어를 사용한다.
| a                      | ix | Malin | kʼaybʼum | ix |
| TOP/FOC                | CL | Maria | teacher  | CL |
| “마리아는 선생님이다.” |    |       |          |    |
| Ay                  | ix | hin-nun   | niwakil | ix |
| TOP/FOC             | CL | my-mother | large   | CL |
| “내 어머니는 크다.” |    |           |         |    |

### 인칭 표지
추흐어는 능격-절대격 언어이다. 자동사의 주어와 타동사의 목적어는 모두 동사에 절대격 표지로 표시되고, 타동사의 주어는 능격 표지로 표시된다.
|            | 능격 표지  | 능격 표지  | 절대격 표지 |
| 자음 앞    | 모음 앞    |            | 절대격 표지 |
| ---------- | ---------- | ---------- | ----------- |
| 1인칭 단수 | hin-       | w-         | hin-        |
| 2인칭 단수 | ha-        | h-         | hach-       |
| 3인칭 단수 | s-         | y-         | Ø           |
| 1인칭 복수 | ko-        | k-         | honh-       |
| 2인칭 복수 | he-        | hey-       | hex-        |
| 3인칭 복수 | s-... hebʼ | y-... hebʼ | hebʼ        |

### 시제·상 표지
추흐어에는 4개의 시제·상 표지가 나타난다. 정형절의 동사는 반드시 시제·상에 따라 굴절한다.
| 표지 | 의미     |
| ---- | -------- |
| tz-  | 미완망상 |
| ix-  | 완망상   |
| lan  | 진행상   |
| ol-  | 예상상   |

## 참고 문헌
- Buenrostro, Cristina (2009). 《Chuj de San Mateo Ixtatán.》. Mexico City: El Colegio de México.
- Domingo Pascual, Pascual Martín (2007). 《Gramática normativa Chuj.》. Guatemala City: ALMG.
- Grinevald, Collette; Peake, Marc (2012).  Giles Authier; Kathleen Haude, 편집. “Ergativity and voice in Mayan: A functional-typological approach”. 《Ergativity, valency, and voice》: 15–29.
- Hopkins, Nicholas A. (2012). 《A dictionary of the Chuj (Mayan) language.》. Florida: Jaguar Tours.
- Mateo-Toledo, Bʼalam Eladio. “The finiteness of nonverbal predicates in Qʼanjobʼal (Maya).”. 《New Perspectives in Mayan Linguistics》: 162–168.
- Robertson, John S. (1992). 《A history of tense/aspect/mood/voice in the Mayan verbal complex》. Austin, Texas: University of Texas press.